# مسؤولية القيادة

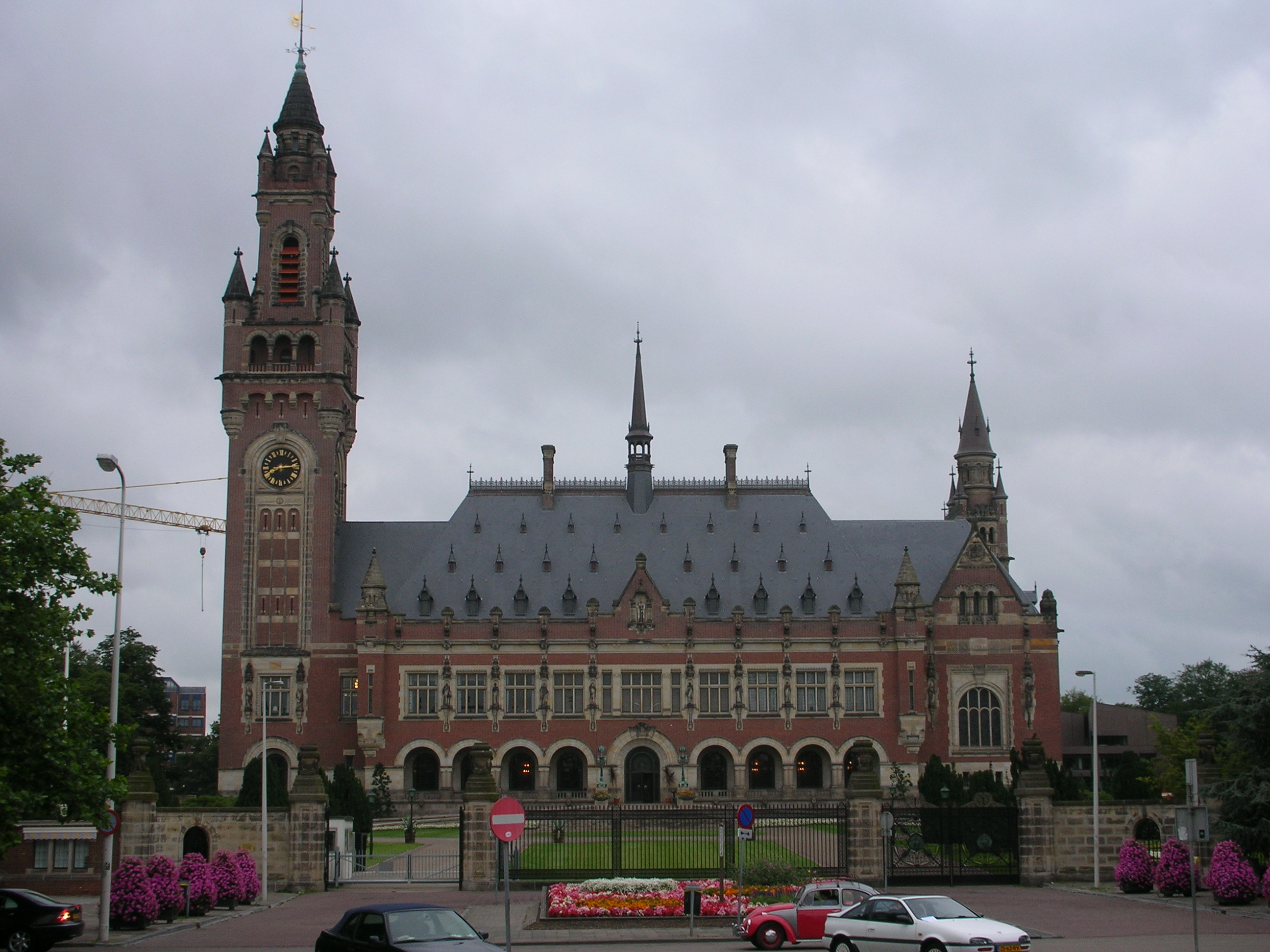

مسؤولية القيادة والتي يشار إليها أحياناً باسم معيار ياماشيتا أو معيار ميدينا وتُعرف أيضاً باسم المسؤولية العليا، وهي المبدأ القانوني للمساءلة الهرمية عن جرائم الحرب.
يمكن أيضاً استخدام المصطلح على نطاق أوسع للإشارة إلى واجب الإشراف على المرؤوسين والمسؤولية عن الفشل في القيام بذلك، سواء في الحكومة أو في القانون العسكري أو فيما يتعلق بالشركات والائتمانات.
تأسس مبدأ «مسؤولية القيادة» بموجب اتفاقيتي لاهاي لعامي 1899 و1907، والتي تعتمد جزئياً على قانون ليبر الأمريكي وهو دليل حرب لقوات الاتحاد وقعه الرئيس أبراهام لنكولن في عام 1863، وطُبق لأول مرة من قبل المحكمة العليا الألمانية ضمن محاكمات جرائم الحرب في لايبزيغ بعد الحرب العالمية الأولى في محاكمة إميل مولر عام 1921.
أقرت الولايات المتحدة الأمريكية ودمجت اتفاقيتي لاهاي المذكورتين في عامي 1899 و 1907، بشأن «مسؤولية القيادة» في القانون الفيدرالي للولايات المتحدة من خلال سابقة حددتها المحكمة العليا للولايات المتحدة، و (تسمى «معيار ياماشيتا») في قضية الجنرال الياباني تومويوكي ياماشيتا. الذي حوكم في عام 1945 بسبب الفظائع التي ارتكبتها القوات التي تحت قيادته في الفلبين في منطقة المحيط الهادئ خلال الحرب العالمية الثانية. اتُهم ياماشيتا «بالتجاهل غير القانوني لفشله في أداء واجبه بصفته قائداً يتحكم في تصرفات أفراد وحدته، وذلك من خلال السماح لهم بارتكاب جرائم حرب».
ويُبين ما يسمى بـ «معيار ميدينا» أن القانون الأمريكي يشمل محاكمة ضباط الولايات المتحدة والضباط الأجانب مثل الجنرال ياماشيتا ضمن الولايات المتحدة. وقد سُمي «معيار ميدينا» استناداً على محاكمة عام 1971، لكابتن الجيش الأمريكي أرنست ميدينا فيما يتعلق بمذبحة ماي لاي خلال حرب فيتنام. وينص القانون على أن الضابط القيادي في الولايات المتحدة والمتطلع على حدوث انتهاكات لحقوق الإنسان أو جريمة حرب سوف يتحمل المسؤولية الجنائية إذا لم يتخذ أي إجراء يمنع ذلك، وبالرغم من هذا فقد تمت تبرئة ميدينا من جميع التهم الموجهة ضده.

## الأصل

### تطور المساءلة
في كتاب «فن الحرب» الذي كُتب خلال القرن السادس قبل الميلاد، قال سون تزو إنه من واجب القائد ضمان أن مرؤوسيه تصرفوا بطريقة حضارية أثناء النزاعات المسلحة. وعلى شكل مماثل ذكر في الكتاب المقدس (الملوك 1: الفصل 21) ضمن قصة أخاب ومقتل نابوت أُلقي اللوم على الملك أخاب في قتل نابوت بناءً على أوامر من الملكة إيزابل، لأن أخاب بصفته الملك كان هو المسؤول عن كل شخص في مملكته.
وكانت محاكمة بيتر فون هاجنباخ من قبل محكمة مخصصة للإمبراطورية الرومانية المقدسة في عام 1474 أول اعتراف «دولي» بمسؤوليات القادة في التصرف بشكل قانوني. وقد حوكم هاجنباخ بتهمة ارتكاب أعمال وحشية خلال احتلال يرايزاخ، وأدين بارتكاب جرائم حرب وقطعت رأسه. على الرغم من أنه دافع عن نفسه بالقول بإنه كان ينفذ أوامر دوق بورغوندي تشارلز ذا بولد والذي قدمت الإمبراطورية الرومانية المقدسة برايزاخ له. وهذه كانت تعتبر أول محاكمة تستند على مبدأ مسؤولية القيادة.

خلال الحرب الأهلية الأمريكية تبلورت الفكرة بشكل أوضح كما يظهر في «قانون ليبر». والذي ينظم المساءلة عن طريق فرض المسؤولية الجنائية على القادة في حال إصدار أوامر أو تشجيع الجنود على جرح أو قتل الأعداء المصابين مسبقاً. تنصّ المادة 71 من قانون ليبر على ما يلي:
«كل من يتسبب عن عمد في إلحاق جروح إضافية بعدو غير قادر على الحركة كلياً، أو يقتل عدواً في هذا الوضع، أو الذي يأمر الجنود أو يشجعهم على القيام بذلك، يجب أن يقتل إذا أدين حسب الأصول، سواء كان ينتمي إلى جيش الولايات المتحدة أو كان عدواً قُبض عليه بعد ارتكاب أفعاله الشائنة»
وقد كانت اتفاقية لاهاي لعام 1899 أول محاولة لتدوين مبدأ مسؤولية القيادة على مستوى أممي والتأكيد عليه وتحديثه بالكامل من خلال اتفاقية لاهاي لعام 1907. يوجد هذا المبدأ بشكل ملحوظ في «قوانين وأعراف الحرب على الأرض» (لاهاي IV) 18 تشرين الأول عام 1907: «القسم الأول حول المتحاربين: الفصل الأول مؤهلات المتحاربين»، «القسم الثالث السلطة العسكرية على أراضي الدولة المعادية»، و«تكيف مبادئ معاهدة جنيف مع القتال البحري» (لاهاي X) 18 تشرين الأول عام 1907. كما تنص المادة 1 من القسم الأول من (لاهاي X) لعام 1907 على ما يلي:
- لا تنطبق قوانين الحرب وحقوقها وواجباتها على الجيوش فحسب، بل تنطبق أيضاً على الميليشيات وفرق المتطوعين المستوفين للشروط التالية:
- أن يكون تحت قيادة شخص مسؤول عن مرؤوسيه.
- أن يحمل علامة مميزة ثابتة يمكن التعرف عليها من مسافة بعيدة.
- حمل السلاح بشكل علني.
- القيام بعملياتهم وفقًا لقوانين وأعراف الحرب.

ويرد مثال آخر حول مسؤولية القيادة في المادة 43 من القسم الثالث من نفس الاتفاقية التي تنص على ما يلي:
«حين تنتقل السلطة الشرعية إلى يد المحتل فيجب عليه اتخاذ جميع التدابير اللازمة لاستعادة ضمان وسلامة النظام والسلامة العامة قدر الإمكان، مع احترام القوانين المعمول بها في البلاد ما لم تُحظر».
في «تكيف مبادئ معاهدة جنيف مع القتال البحري» (لاهاي X)، تنص المادة 19 على ما يلي:
«يجب على القيادات العامة للأساطيل القتالية اتخاذ الترتيبات اللازمة لتنفيذ المواد السابقة، وكذلك الحالات التي لم تُغطَّ وهذا وفقًا لتعليمات حكوماتهم ووفقًا للمبادئ العامة لهذه الاتفاقية».
على الرغم من أن اتفاقيتي لاهاي لا تنصان صراحةً على مبدأ مسؤولية القيادة فهما تدعمان فكرة أن الرئيس مسؤول عن تصرفات مرؤوسيه. وتشير الاتفاقيتان إلى واجب القادة العسكريين أن يضمنوا تصرف قواتهم وفقاً للقانون الدولي، وإذا لم يتمكنوا من قيادتهم بشكل قانوني فقد تكون دولهم مسؤولة جنائياً عن ذلك. في المقابل قد تختار تلك الدول معاقبة قادتها. لذا يُنظر إلى اتفاقيتي لاهاي لعامي 1899 و1907 كجذر أساسي لعقيدة مسؤولية القيادة الحديثة. بعد الحرب العالمية الأولى أوصت لجنة قوى التحالف المعنية بمسؤولية منفذي الحرب وإنفاذ العقوبات بتأسيس محكمة دولية، والتي ستحاكم الأفراد على إعطاء أوامر تنتهك قوانين أو أعراف الحرب، وتحاكمهم على العلم بأوامر تنتهك القوانين والامتناع عن التدخل لإيقافها في حال القدرة على ذلك.
منذ نهاية الحرب الباردة أصبح المتعاقدون الخاصون أكثر انتشاراً في مناطق النزاع. ويسلط الباحثون السياسيون والقانونيون الضوء على التحديات المتعددة التي أحدثها هذا عند تتبع مسؤولية الجرائم في هذا المجال. يذهب البعض مثل مارثا ليزابيث فيلبس إلى حد الادعاء بأنه إذا كان يتعذر تمييز المتعاقدين المستأجرين عن القوات الوطنية فإن المتعقدين ينتحلون شرعية الدولة. وهكذا تصبح مسؤولية القيادة في الأعمال الحربية غير واضحة على نحو متزايد عندما يُنظر إلى الممثلين على أنهم جزء من قوة الدولة، لكنهم في الحقيقة ممثلون خاصون.

### تطبيق المسؤولية عن التغافل
مسؤولية القيادة هي أسلوب التغافل عن التبعات الجنائية الفردية: الرئيس هو المسؤول عن الجرائم التي يرتكبها مرؤوسوه والفشل في منعها أو معاقبتها (على عكس الجرائم التي أمر بها). في محاكمة ياماشيتا أمام لجنة عسكرية تابعة للولايات المتحدة في عام 1945، أصبح الجنرال ياماشيتا أول من يُتهم فقط على أساس المسؤولية عن التغافل. فقد كان يقود جيش المنطقة الرابعة عشرة في الفلبين في منطقة المحيط الهادئ في الحرب العالمية الثانية عندما تورط بعض الجنود اليابانيين في أعمال وحشية ضد الآلاف من المدنيين وأسرى الحرب. وبصفته الضابط القائد وجهت إليه تهمة «التجاهل غير القانوني والفشل في أداء واجبه كقائد للتحكم في تصرفات أفراد قيادته من خلال السماح لهم بارتكاب جرائم حرب».
بعد الحكم بأن ياماشيتا مذنب، اعتمدت اللجنة معياراً جديداً ينص على أنه «عندما تكون الأفعال الانتقامية جرائم واسعة النطاق ولا توجد محاولة فعالة من قبل قائد لاكتشاف الأفعال الإجرامية والسيطرة عليها، فقد يكون هذا القائد مسؤولاً جنائياً». ومع ذلك فقد أسفرت الصياغة الغامضة عن نقاش طويل الأمد حول مقدار المعرفة اللازمة لإثبات مسؤولية القيادة. ثم استؤنفت القضية، وأقرت المحكمة العليا للولايات المتحدة بنفس الحكم عام 1946. وبعد الحكم أعدم ياماشيتا.
بعد قضية ياماشيتا أقرت المحاكم بوضوح أن المعرفة الفعلية للقائد بالأفعال غير القانونية كافية لفرض المسؤولية الجنائية الفردية.